# Апухтин, Алексей Николаевич
Алексе́й Никола́евич Апу́хтин (15 [27] ноября 1840, Болхов, Орловская губерния, Российская империя — 17 [29] июля 1893, Санкт-Петербург, Российская империя) — русский поэт, прозаик, чиновник.

## Биография
Родился в небогатой дворянской семье. Детство прошло в родовом имении отца — деревне Павлодар. По мироощущению близок к М. Ю. Лермонтову. Был весьма мнителен, легко раним, «поэт милостью Божией», вместе с тем имел репутацию шутника, остроумного и блестящего импровизатора. Его монологи в стихах, романсы, альбомные посвящения, пародии, эпиграммы и экспромты входили в репертуар модных чтецов-декламаторов. Некоторые произведения Алексея Николаевича положены на музыку известными композиторами: П. И. Чайковским, А. С. Аренским, С.В. Рахманиновым.
В 1859 году окончил Императорское училище правоведения, где подружился с П. И. Чайковским. Был самым блестящим учеником в классе, одним из редакторов «Училищного вестника». Имел только отличные оценки по всем предметам.
По окончании училища служил в министерстве юстиции (в одном департаменте с Чайковским).
С 1862 года жил в родовом имении в Орловской губернии, в 1863—1864 годах числился старшим чиновником особых поручений при губернаторе. Затем вернулся в Петербург, где поступил на службу в министерство внутренних дел, несколько раз выезжал за границу по служебным надобностям.
Уже в 1870-х годах у него началось болезненное ожирение, особенно тяжёлое в последние годы. Незадолго до смерти заболел также водянкой, остаток дней провёл практически дома, с трудом двигаясь.

Скончался 17 (29) августа 1893 года в Санкт-Петербурге, похоронен на Никольском кладбище. В 1956 году прах и памятник перенесены на Литераторские мостки Волковского кладбища.
- 1859
- 1860
- 1870-е
- 1870-е
- На смертном одре, 1893

## Семья
- Отец  — Николай Фёдорович Апухтин (1806 — ?), уездный судья, до 1835 г. — военный, вышел в отставку в чине майора[5].
- Мать — Мария Андреевна Желябужская (1821—1859).
- Братья[6][7]:
  - Николай (1842—1878)
  - Андрей (1845—1892)
  - Афиноген (1849—1908)
  - Владимир (1851—1927)

- Мария Андреевна Желябужская
- Н. Д. Карпов и братья Апухтины: Алексей, Владимир, Николай

Апухтин очень любил мать и тяжело пережил её смерть, считал, что именно матери обязан увлечением поэзией. Её памяти поэт посвятил несколько стихотворений:
- Какое горе ждёт меня?
- Ни веселья, ни сладких мечтаний
- Ещё свежа твоя могила

Мать моя — урождённая Желябужская — женщина ума замечательного, одаренная теплым симпатичным сердцем и самым тонким изящным вкусом. Ей, сколько мне кажется, обязан я этими порывами сердца высказывать свои ощущения.— письмо А.Н. Апухтина к П. А. Валуеву от 14 февраля 1856 года

## Личная жизнь
Был гомосексуалом, состоял в дружеских и любовных отношениях с П. И. Чайковским.
Общался с музой Лермонтова Е.А. Сушковой (Хвостовой) и двоюродным племянником Чайковского Г. П. Карцовым, многие стихотворения Апухтина сохранились благодаря их спискам. Обожал жену Карцова певицу А. В. Панаеву, на свадьбу друзей написал стихотворение «Два сердца любящих и чаящих ответа» (1884).
Также поэту приписывается влюблённость в знакомую по Орловской губернии Е. В. Лазаревскую, которой он посвятил несколько стихотворений.

### А. Н. Апухтин и П. И. Чайковский
Познакомились в 1854 году в училище. В 1863 году Чайковский гостил у Апухтина в имении Павлодар Козельского уезда Калужской губернии, в 1865 году жил у него на петербургской квартире. В свою очередь, приезжая в Москву, Апухтин останавливался у Чайковского. В 1866 году поэт и композитор совершили совместное путешествие на Валаам.
Алексей Николаевич посвятил композитору стихотворения:
- Доро́гой (1856)
- Послание (1857)
- Ты помнишь, как, забившись в «музыкальной» (1877)
- К отъезду музыканта-друга (1880-е).

По поводу посвящения от 1877 Чайковский писал своему брату Анатолию из Сан-Ремо: «Получил сегодня письмо от Лёли с чудным стихотворением, заставившим меня пролить много слёз».
Узнав о кончине поэта, Чайковский написал своему племяннику В. Л. Давыдову: «В ту минуту, как я пишу это, Лёлю Апухтина отпевают!!! Хоть и не неожиданна его смерть, а всё жутко и больно. Когда-то это был мой ближайший приятель».
Композитор написал на стихи Апухтина шесть романсов.

## Творчество

### Хронология
1854—1855 — дебютирует в печати в «Русском Инвалиде» со стихотворениями «Эпаминонд», «Подражание арабскому».
1858—1861 — печатается в «Современнике»: «Деревенские очерки» и др.
1860—1862 — публикуется в журналах демократического толка («Гудок»), куда часто даёт пародии и эпиграммы под псевдонимом Сысой Сысоев.
1865 — выступает в Орле с двумя лекциями о жизни и творчестве А. С. Пушкина, удаляется от политической и литературной борьбы и надолго исчезает из печати.
1868 — ряд стихотворений получает большое распространение в списках: «Ниобея», «Реквием», «Год в монастыре», «Ночи безумные», «Моление о чаше», «Старая любовь» и др.
1872 — в «Гражданине» без подписи выходит стихотворение «Недостроенный памятник».
1884 — возвращается к печати в периодике: «Вестнике Европы», «Русской мысли» и «Северном Вестнике».
1886 — выпускает первый сборник стихотворений.
1890 — помещает в «Вестнике Европы» стихотворение «Сумасшедший». Часть стихотворения со слов «Да, васильки, васильки…» была положена на музыку Н. В. Киршбаумом и легла в основу широко известной русской народной песни.
В последние годы занимается прозой, посмертно изданы:
- эпистолярная повесть «Архив графини Д.» (1890)
- повесть «Дневник Павлика Дольского» (1891)
- фантастический рассказ «Между смертью и жизнью» (1892)
- драматическая сцена «Князь Таврический»
- недописанный роман без названия, т.н. «Неоконченная повесть».

### Отзывы
Повесть «Архив графини Д.» привела в восторг императора Александра III: после чтения, состоявшегося в доме принца П. Г. Ольденбургского, он заявил, что её нужно тотчас опубликовать.  Высоко отзывались о прозе Апухтина писатель  Михаил Булгаков и литературовед Павел Попов. Попов написал Булгакову 22 октября 1939 года:

Я занялся Апухтиным как прозаиком, поэзия его меня не пленяет. Зато проза — остаётся неоценённой.
На что Михаил Афанасьевич ответил:

Вообще Апухтин — тонкий, мягкий, ироничный прозаик... Это великолепная сатира на великосветское общество... Какой культурный писатель! 

## Романсы на стихи и переводы Апухтина
По авторам музыки:
- П. И. Чайковский
  - «Кто идёт» (1860, не сохранился)
  - «Забыть так скоро» (1870)
  - «Он так меня любил» (1875)
  - «Ни отзыва, ни слова, ни привета» (1875)
  - «День ли царит» (1880)
  - «Ночи безумные» (1886)
- С. И. Донауров
  - «Пара гнедых»
  - «Мне не жаль»
- А. С. Аренский
  - «Разбитая ваза»
  - «Она была твоя» (из поэмы «Год в монастыре»)
- С. В. Рахманинов
  - «О, не грусти»
  - «Судьба»
  - Отрывок из Мюссе
- С. С. Прокофьев — «Отчалила лодка»
- В. С. Косенко — «Я ждал тебя»
- Н. Н. Амани — «О Боже, как хорош прохладный вечер лета»

## Адреса в Санкт-Петербурге
- 1860-е — Караванная ул., 18;[14]
- 1870–1888 — Итальянская ул., 64 (дом Свадковой) либо дом княгини Массальской;
- 1888–1893 — Кирочная ул., 23[7];
- 1893 — Миллионная ул., 26 (дом Эбелинга)[7].

## Издания

### На русском
- 1886 — Стихотворения А. Н. Апухтина. СПб. (типография Ф. С. Сущинского), переиздания:
  - 1891 — Стихотворения А. Н. Апухтина. Изд. 2-е, СПб.
  - 1893 — Стихотворения А. Н. Апухтина. Изд. 3-е, СПб. (типография А. С. Суворина)
  - 1895 — Сочинения А. Н. Апухтина. Изд. 4-е, доп., в 2-х томах, вступительная статья М. И. Чайковского. СПб., т. 1-2 (типография М. М. Стасюлевича)
  - 1896 — Сочинения А. Н. Апухтина, 2-е посмертное доп. изд., вступительная статья М. И. Чайковского. СПб. (типография А. С. Суворина)
  - 1898 — Сочинения А. Н. Апухтина, 3-е посмертное доп. изд., вступительная статья М. И. Чайковского. СПб. (типография А. С. Суворина)
  - 1900 — Сочинения А. Н. Апухтина, 4-е посмертное доп. изд., вступительная статья М. И. Чайковского. СПб. (типография А. С. Суворина)
  - 1905 — Сочинения А. Н. Апухтина, 5-е посмертное изд., вступительная статья М. И. Чайковского. СПб. (типография А. С. Суворина)
  - 1907 — Сочинения А. Н. Апухтина, 6-е посмертное изд., вступительная статья М. И. Чайковского. СПб. (типография А. С. Суворина)
  - 1912 — Сочинения А. Н. Апухтина, 7-е посмертное изд., вступительная статья М. И. Чайковского. СПб. (типография А. С. Суворина)
- 1959 — Апухтин А. Н. Стихотворения / Вступ. статья, подгот. текста и примеч. Л. Афонина. Орёл
- 1961 — Апухтин А. Н. Стихотворения. "Библиотека поэта" (Большая серия). Л., Советский писатель
- 1985 — Апухтин А. Н. Песни моей Отчизны: Стихотворения. Проза. Тула
- 1991  
  - Апухтин А. Н. Полное собрание стихотворений / Вступ. ст. М. В. Отрадина, сост., подгот. текста и примеч. Р. А. Шацевой. — Л.: Сов. писатель
  - Апухтин А. Н. Стихотворения: [сост., вступ. ст. и примеч. С.Ф. Дмитренко]. – Москва: Советская Россия
- 2016 — Апухтин А. Архив графини Д. Поэты в стихах и прозе. М. Книжный Клуб Книговек
- 2018 — Апухтин, А. Н. Сочинения: проза / А. Н. Апухтин. – Москва: Художественная литература
- 2019 — Алексей Апухтин. Стихотворения. М: Белый город

### На других языках
На английском:
- 1917 — From death to life [15]
- 1962 — The Archive of Countess D в сборнике Eight Great Russian Short Stories [16] (повесть «Архив графини Д.»)
- 2002 — Three Tales[17] (повести «Архив графини Д.», «Дневник Павлика Дольского» и современный перевод «Между смертью и жизнью»)

На французском:
- 1903 — La Vie ambiguë [18] (повести «Архив графини Д.», «Дневник Павлика Дольского», «Между смертью и жизнью»), см. также французскую Викитеку
- 1932 — Les archives de la comtesse d....- le journal de pavlik dolsky - entre la vie et la mort [19]
- 1992 — Entre la mort et la vie [20]
- 1997 — Le journal de Pavlik Dolski [21]

На испанском:
- 2013 — Entre la vida y la muerte, в сборнике Pioneros de la ciencia ficción rusa[22] (повесть «Между смертью и жизнью»)

## Память
На малой родине в г. Болхове:
- 1970 — ул. Нижняя Фрунзе (до революции Нижняя Никитская, ранее Литовская) переименована в ул. Апухтина к 130-летию поэта[23].
- 2002 — открыт памятник, с 2009 года находится на пересечении улицы Красная Гора и площади Ленина.
- 2009 — межпоселенческой центральной библиотеке на ул. Ленина присвоено имя А. Н. Апухтина[24].
- ? — установлены барельеф и памятный знак на фасаде детского сада № 4, ул. Апухтина, 11.

- Могила на Волковском кладбище Санкт-Петербурга
- Памятный знак в г. Болхове Орловской области
- Памятник в г. Болхове Орловской области